# Palác kultury

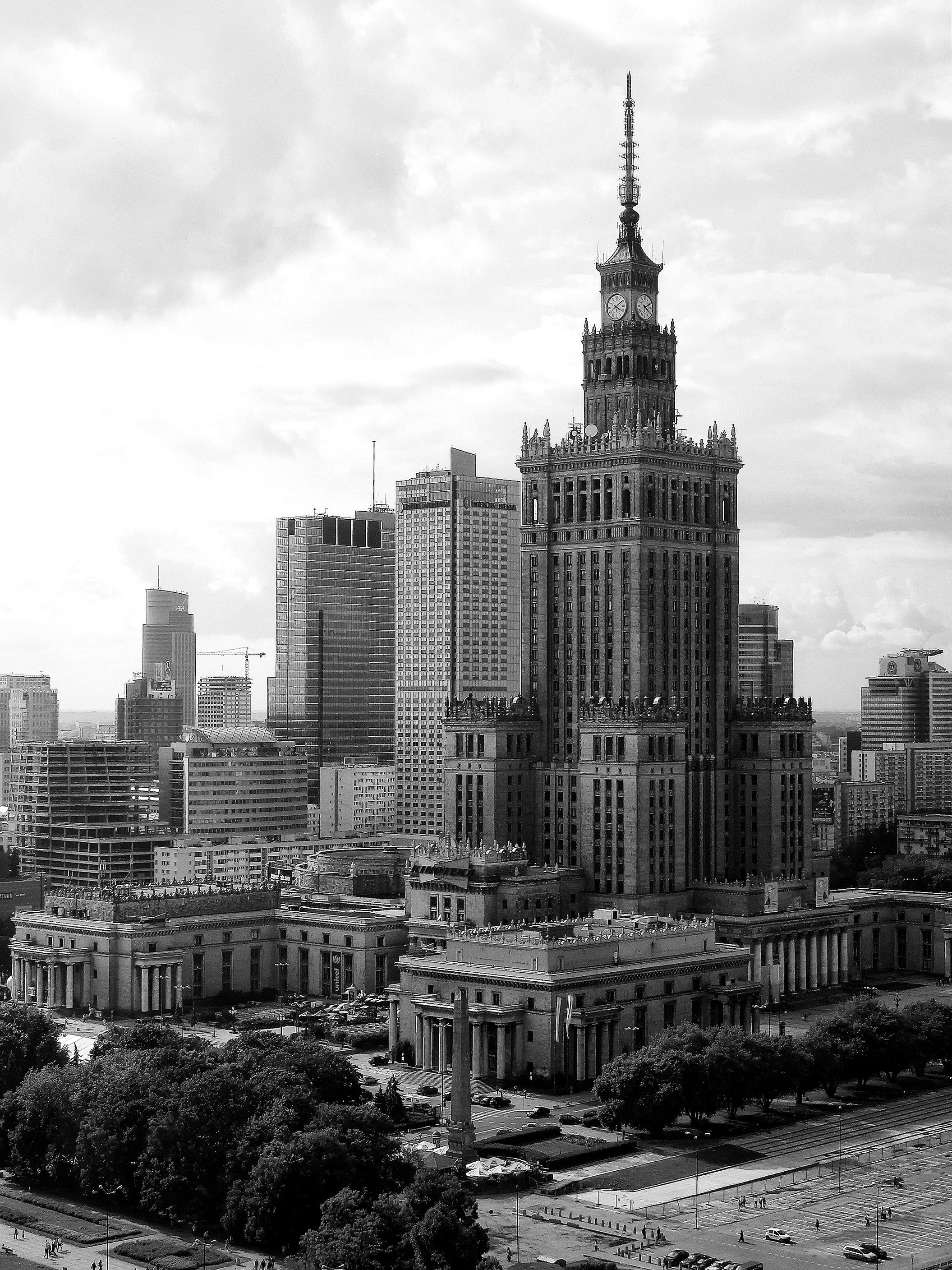
Palác kultury a vědy ve Varšavě

Palác kultury bylo v Sovětském svazu a v jím ovlivněných zemích označení pro velkou budovu, kde se koncentrovaly a probíhaly mnohé kulturní aktivity. Velká část aktivit byla zdarma, subvencována státem či přímo zaměstnavateli jejich návštěvníků. Tyto instituce byly zřizovány již v dobách na začátku existence SSSR ve 20. letech.
Součástí typického paláce kultury byla kina, přednáškové sály či místnosti pro různé zájmové činnosti. Významnou událostí, která se zde čas od času konala, byly sjezdy vládnoucích stran či jejich místních organizací.
Ve velkých městech se budovaly velké paláce kultury, jež zasáhly do jejich charakteru; dnes jsou to stavby vnímané veřejností spíše negativně a jako připomínka socialistické doby.[zdroj?] Kromě SSSR jsou známé též tyto budovy například i z Varšavy, Sofie, Východního Berlína či Prahy, kde bývalý Palác kultury je dnes znám pod názvem Kongresové centrum Praha. Poté, co v zemích Východního bloku došlo ke změně společensko-ekonomických podmínek, však tyto budovy mnohdy buď změnily svůj účel či zcela skončily nebo fungují i nadále, avšak v zcela jiné finanční situaci než před přelomem 80. a 90. let.

## Známé paláce kultury
- Palác kultury a vědy, nejvyšší budova ve Varšavě, v roce 2007 zařazen mezi památkově chráněné objekty
- Kongresové centrum Praha, někdejší pražský Palác kultury
- Palác kultury v Drážďanech
- Palác kultury Energetik v centru Pripjati
- Palác kultury v Tiraně